# Butot

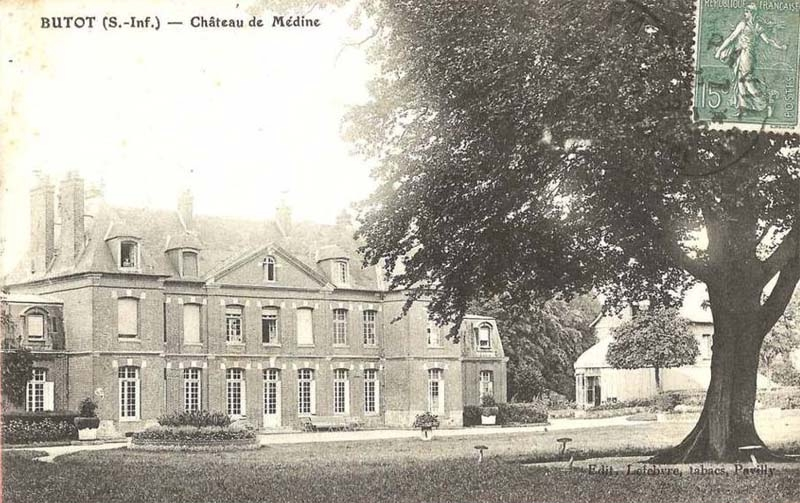
Postkarte des Schlosses von Medine

Butot ist eine französische Gemeinde mit 281 Einwohnern (Stand: 1. Januar 2022) im Département Seine-Maritime in der Region Normandie. Die Gemeinde gehört zum Arrondissement Rouen und zum Kanton Yvetot. Die Bewohner werden Butotais und Butotaises genannt.

## Geographie
Butot liegt im Zentrum des Départements, etwa 19 Kilometer nordnordwestlich von Rouen. Umgeben wird Butot von den Nachbargemeinden Saint-Ouen-du-Breuil im Norden, Le Bocasse im Osten, Sierville im Süden, Sainte-Austreberthe im Südwesten sowie Hugleville-en-Caux im Westen.

## Bevölkerungsentwicklung
| 1962                       | 1968 | 1975 | 1982 | 1990 | 1999 | 2006 | 2013 | 2020 |
| -------------------------- | ---- | ---- | ---- | ---- | ---- | ---- | ---- | ---- |
| 209                        | 203  | 177  | 227  | 240  | 275  | 277  | 288  | 285  |
| Quellen: Cassini und INSEE |      |      |      |      |      |      |      |      |

## Sehenswürdigkeiten
- Pfarrkirche Saint-Wulfran. Giebel und erstes Joch des mittelalterlichen Kirchenschiffs datieren aus dem 12. oder 13. Jahrhundert, der Rest des Kirchenschiffs aus dem 16. Jahrhundert. Der Chor wurde im 17. Jahrhundert erbaut, die Sakristei im 18. Jahrhundert.
- Schloss Medine. Das Hauptgebäude und die beiden Pavillons wurden im 18. Jahrhundert neu gebaut, sehr wahrscheinlich auf einem früheren Gebäude.  Flügel wurden im 19. Jahrhundert hinzugefügt, der Taubenschlag im 18. Jahrhundert neu gebaut.
- Ehemaliges Herrenhaus in La Rue Verte, heute Bauernhof, aus dem 17. und 18. Jahrhundert
- Herrenhaus in Les Hagues, aus dem 17. Jahrhundert
- Friedhofskreuz aus Stein aus dem 16. Jahrhundert, seit 1913 als Monument historique klassifiziert